# Majdan Siostrzytowski
Majdan Siostrzytowski – wieś w Polsce położona w województwie lubelskim, w powiecie świdnickim, w gminie Trawniki.
Wieś na południowym skraju Nadwieprzańskiego Parku Krajobrazowego.
W latach 1975–1998 miejscowość położona była w województwie lubelskim.